# 옥탑방 고양이
"옥탑방 고양이"는 김유리의 인터넷 소설이다.